# نصرآباد (تربت جام)
نَصرآباد شهری است در استان خراسان رضوی در شرق ایران. این شهر در بخش نصرآباد شهرستان تربت جام قرار دارد.

## جمعیت
بر پایه سرشماری عمومی نفوس و مسکن در سال ۱۳۹۵ جمعیت این شهر ۷٬۴۶۰ نفر (در ۲٬۰۲۵ خانوار) بوده‌است.